# Alwin Seifert
Pour les articles homonymes, voir Seifert.
 (mai 2024).
La mise en forme du texte ne suit pas les recommandations de Wikipédia : il faut le « wikifier ».
Les points d'amélioration suivants sont les cas les plus fréquents. Le détail des points à revoir est peut-être précisé sur la page de discussion.
- Les titres sont pré-formatés par le logiciel. Ils ne sont ni en capitales, ni en gras.
- Le texte ne doit pas être écrit en capitales (les noms de famille non plus), ni en gras, ni en italique, ni en « petit »…
- Le gras n'est utilisé que pour surligner le titre de l'article dans l'introduction, une seule fois.
- L'italique est rarement utilisé : mots en langue étrangère, titres d'œuvres, noms de bateaux, etc.
- Les citations ne sont pas en italique mais en corps de texte normal. Elles sont entourées par des guillemets français : « et ».
- Les listes à puces sont à éviter, des paragraphes rédigés étant largement préférés. Les tableaux sont à réserver à la présentation de données structurées (résultats, etc.).
- Les appels de note de bas de page (petits chiffres en exposant, introduits par l'outil «  Source ») sont à placer entre la fin de phrase et le point final[comme ça].
- Les liens internes (vers d'autres articles de Wikipédia) sont à choisir avec parcimonie. Créez des liens vers des articles approfondissant le sujet. Les termes génériques sans rapport avec le sujet sont à éviter, ainsi que les répétitions de liens vers un même terme.
- Les liens externes sont à placer uniquement dans une section « Liens externes », à la fin de l'article. Ces liens sont à choisir avec parcimonie suivant les règles définies. Si un lien sert de source à l'article, son insertion dans le texte est à faire par les notes de bas de page.
- La présentation des références doit suivre les conventions bibliographiques. Il est recommandé d'utiliser les modèles {{Ouvrage}}, {{Chapitre}}, {{Article}}, {{Lien web}} et/ou {{Bibliographie}}. Le mode d'édition visuel peut mettre en forme automatiquement les références.
- Insérer une infobox (cadre d'informations à droite) n'est pas obligatoire pour parachever la mise en page.

Pour une aide détaillée, merci de consulter Aide:Wikification.
Si vous pensez que ces points ont été résolus, vous pouvez retirer ce bandeau et améliorer la mise en forme d'un autre article.
Alwin Seifert, né le 31 mai 1890 à Munich et mort le 27 février 1972 à Dießen am Ammersee) est un architecte allemand, professeur d'université, paysagiste, défenseur de l'environnement. Il est considéré comme l'un des représentants les plus importants des premiers mouvements écologiques et de l'agriculture biodynamique.

## Origine et formation
Seifert est le fils d'un ingénieur et entrepreneur, Hermann Seifert. Sa mère Anna Sourell, issue d'une famille huguenote, est décédée en couches. À partir de 1909, il étudie l'architecture à l'Université technique de Munich et effectue un apprentissage de maçon pendant les mois d'été de 1909 à 1911, qu'il termine en 1912 avec l'examen de compagnon. Il termine ses études en 1913. Il travaille ensuite comme technicien de construction et chef de chantier dans une entreprise munichoise. Pendant la Première Guerre mondiale, il s'engage dans les troupes ferroviaires en 1915 et termine la guerre avec le grade de lieutenant.
Après la guerre, Seifert reprend l'entreprise de construction de son père, qui fait faillite en 1920. De 1920 à 1923, il est assistant universitaire à l'Université technique de Munich auprès d'Emil von Mecenseffy et Hermann Buchert dans les domaines de la construction et de la construction agricole. En 1923, il crée sa propre entreprise d'architecte. Seifert épouse Maria Orff, sœur du compositeur Carl Orff, en 1924. Ils n'ont pas d'enfant.
Seifert, qui s'intéresse déjà au paysage et à la flore alors qu'il est lycéen, se forme comme architecte paysagiste, ce qui est original pour l'époque. Il est influencé par son engagement dans un mouvement de jeunesse, les Wandervogels . Il est aussi influencé par les écrits de Paul Schultze-Naumburg sur le paysage et la technologie ainsi que par la conception de l'agriculture biodynamique de l'anthroposophie de Rudolf Steiner. En 1929, son essai « Pensées sur la conception de jardins indigènes » dans la revue Garden Design attire l'attention. En 1932, il obtient un poste d'enseignant à l'Université technique de Munich, qu'il requalifie plus tard en formation dans le domaine de la « conception pratique de jardins ». Il occupe ce poste jusqu'en 1944.

## Rôle dans le national-socialisme
Le rôle de Seifert pendant le national-socialisme est sérieusement minorée par ses soins, notamment dans le cadre de la procédure de dénazification. Les historiens ont réfuté cette vision des choses depuis lors.

### Premiers liens avec le national-socialisme
Selon Joachim Wolschke-Buhlmahn et Gert Gröning, Seifert appartient à la société secrète Thulé. Selon les propres déclarations de Seifert, il a rejoint la Ligue Widar en 1919 et il y aurait rencontré Rudolf Hess, bien qu'un tel lien n'ait pas été prouvé. De 1919 à 1921, il est membre du Parti populaire national allemand (DNVP).
En 1937, il devient membre du NSDAP, mais affirme plus tard qu'il n'a jamais adhéré complètement à l'idéologie nationale-socialiste, même s'il partageait la théorie raciale du botaniste Friedrich Merkenschlager.
L'influence de Seifert à l'époque nazie résulte moins de ses fonctions institutionnelles que de ses relations personnelles. Il bénéficie ainsi du financement de Hess et de Fritz Todt et affirme avoir perdu son influence après la mort de Todt et la « fuite en Angleterre » de Hess. Le fait qu'il ait également servi de personne de contact pour le mouvement anthroposophique le rend suspect aux yeux du bureau principal de la sécurité du Reich, qui le fait surveiller temporairement en 1941.

### Avocat paysagiste du Reich
En 1933, il est affecté au cabinet du commissaire (plus tard inspecteur général) à la construction d'autoroutes Fritz Todt et, en 1934, il est nommé conseiller pour les questions relatives à l'intégration des autoroutes dans les paysages. Il utilise cette fonction pour entrer en contact étroit avec les dirigeants du parti nazi et mène une correspondance intensive avec Rudolf Hess, Martin Bormann, Heinrich Himmler, Walther Darré, Albert Speer et Oswald Pohl. En 1938, Adolf Hitler lui décerne le titre honorifique de « Professeur ».
Le 31 mai 1940, à l'occasion de son 50e anniversaire, il est nommé « Reichslandschaftanwalt » (défenseur du paysage du Reich). Seifert, qui est devenu un conseiller influent de Todt, rassemble autour de lui des architectes paysagistes, des sociologues des plantes et des défenseurs de l'environnement, avec lesquels il tente de mettre en œuvre ses idées. Il contribue notamment à ce que chaque direction de la Reichsautobahn ait son propre « avocat du paysage », responsable de la bonne insertion des projets dans le paysage.
À l'époque nazie, Seifert fait référence au prophète de la nature et pacifiste Gustav Gräser, élève du réformateur de la vie Karl Wilhelm Diefenbach, qu'il dépeint dans son livre The Age of Living comme un « héraut » et un « précurseur » de cette même époque.

## Procès en dénazification
Seifert sort indemne du processus de dénazification d'abord en tant que « compagnon de route », puis en 1949, comme « libre de toute charge » parce qu'il a dû accepter « des désavantages économiques et professionnels considérables » sous le national-socialisme. Seifert affirme que le Reichsleiter du NSDAP, Martin Bormann, l'a empêché de recevoir une chaire en 1938. Il indique que la mort de Todt et la fuite de Hess vers l'Angleterre en 1941, lui ont fait perdre toute influence que sa correspondance avec les responsables du parti « ne servait qu'à des tâches scientifiques ou à la défense de sa position professionnelle ». En sa faveur, peut jouer le fait qu'il a fait campagne en faveur des persécutés racialement et qu'il a critiqué l'architecture des bâtiments du parti.
Phillip Auerbach, en tant que commissaire d'État pour les personnes persécutées racialement, religieusement et politiquement, ne partage pas les conclusions du procès et en initie un nouveau , qui se termine en deuxième instance en octobre 1949 avec le classement sans suite.
Dans aucune des procédures, les archives du parti saisies par le gouvernement militaire américain n'ont pu être consultées. Lorsque celles-ci sont disponibles, il devient clair que Seifert n'est en aucun cas seulement patronné par Todt et Hess, mais qu'il est en contact étroit avec un grand nombre de hauts responsables du parti et que Himmler, Speer et Pohl l'ont systématiquement défendu.

### Sous la République fédérale d'Allemagne
Seifert continue à utiliser le titre « Reichslandschaftsanwalt » sur son papier à lettres officiel et tente de souligner par un titre sa grande influence continue sur l'architecture du paysage. En 1950, il reprend son poste d'enseignant au TH Munich et obtient en 1954 une chaire d'entretien paysager, d'aménagement paysager ainsi que de génie routier et hydraulique.
De 1950 à 1970, il travaille comme consultant en génie hydraulique et conçoit l'intégration du paysage et la conception des barrages sur le Danube et lors de l'expansion de la Moselle en une voie de navigation majeure. Il participe à la construction de la centrale électrique de Jochenstein et, à partir de 1954, du canal Main-Danube. Dans sa chaire, il est formateur pour le développement de la profession d'architecte paysagiste. Seifert dessine et construit la maison du compositeur Carl Orff à Diessen.
De 1958 à 1963, il est le chef du mouvement de protection de la nature en Bavière. En 1961, Seifert est l'un des 16 signataires de la Charte verte de Mainau, initiée par le comte Lennart Bernadotte et annoncée sur place par le président fédéral Heinrich Lübke.
Seifert compostait dans son propre jardin à Munich-Laim depuis 1930 et publie ses découvertes depuis 1945. Avec son livre Gärtnern, Ackern ohne Poison, toujours publié aujourd'hui, il écrit un ouvrage sur l'agriculture biologique qui est particulièrement populaire dans le mouvement écologiste naissant au début des années 1970. Cela s'est propagé entre autres dans les cercles de la Fédération mondiale pour la protection de la vie.

## Bâtiments
- 1923 : Domaine Waitzacker à Weilheim (Haute-Bavière)
- 1924/25 : maison d'habitation et atelier de la sculptrice Anna von Hentig ; jardin associé avec terrasses, allées, escaliers et murs ; avec enclos à Munich-Laim (habité par S.)
- 1929 : Trois rangées de maisons avec espaces verts aux rues Weßlinger Strasse 1-16 et Stürzerstrasse 40-52 à Munich
- 1931 : Maison de campagne près de Meersburg [7],[8]
- 1951-1961 : Conception du groupe de centrales électriques de Pfreimd [9]
- 1952-1954 : installations extérieures de la centrale électrique de Jochenstein
- 1954 : maison de Carl Off à St Georgen, près de Diessen
- 1958-1959 : Propre maison à Ammersee [8]

## Jardins et parcs
- avant 1940 : Wohngarten S. à Munich-Laim [10]
- 1938 : Jardins thermaux de Schwangau [11]
- 1938 : Garten B. à Munich-Biederstein, Klementinenstrasse 8 (avec Roderich Fick ) [10]
- avant 1940 : jardins d'un palais de campagne au Luxembourg [10]
- 1950 : Espaces verts sur de nouveaux immeubles d'habitation en rangée à Munich-Schwabing (avec Ernst Barth) [10]
- avant 1955 : Jardin d'un bâtiment administratif en Rhénanie (avec le professeur Bernhard Bleeker) [12]
- avant 1955 : jardin résidentiel à Auer Mühlbach à Munich [12]
- avant 1955 : Petit jardin résidentiel en Rhénanie [12]

## Distinctions après 1945
- Membre honoraire de l'Université d'Innsbruck
- 1960 : Prix Fritz Schumacher de l'Université de Hanovre
- 1961 : Grande Croix fédérale du mérite
- 1966 : Ordre du mérite bavarois [3]
- 1969 : Anneau d'honneur Friedrich Ludwig contre Sckell de l'Académie bavaroise des beaux-arts [3]
- 1971 : Médaille Ludwig Thoma de la Ville de Munich

## Livres
- 1930 : L'art du jardin terre-à-terre. Dans : Gartenkunst Heft 43/1930, pp. 162-164.
- 1931 : Des clôtures de jardin aux tonnelles - des boiseries pour les amis du jardin. Gartenbauverlag Trowitzsch und Sohn, Francfort / Oder
- 1933 : Le jardin à venir. Dans : Deutsche Bauzeitung, numéro 67/1933, pp. 367-371.
- 1937 : Nature et technologie dans la construction routière allemande. Dans : Naturschutz, numéro 18/1937, pp. 229-232.
- 1938 : L'ingénierie hydraulique au plus près de la nature. Dans : Die Deutsche Wasserwirtschaft, numéro 12/1938, pp. 361-366
- 1938 : Murs alpins In : Travaux de recherche sur la construction de routes, Vol. 11, Berlin 1938
- 1943 : La vraie maison à Gau Tirol-Vorarlberg. Une enquête sur la nature et l'origine de la maison alpine à toit plat et les principes d'une renaissance dans l'esprit de notre époque. 83 p., Avec num. Fig. Alpenschriften, Innsbruck (Gau-Verlag)
- 1943 : À l’ère des vivants. Nature - maison - technologie. Premier tome. Maison d'édition Müller, Planegg
- 1944 : Le paysage de haie. Conférences de Potsdam VIII, Potsdam
- 1945/1948/1957 ? : Apprêt à compost pour l'agriculteur bavarois (précurseur de : Jardinage, agriculture - sans poison)
- 1950 : Jardins à l'italienne. Un livre d'images. 110 p., Maison d'édition G. Callwey, Munich
- 1959 : La restauration du paysage dans la zone des carrières. Nature et paysage, numéro 34, p. 40.
- 1962 : Une vie pour le paysage. 160 pp., 49 ill., Eugen Diederichs Verlag, Düsseldorf / Cologne
- 1964 : Compost dans le jardin sans poisons - guide pour petits et grands jardiniers, agriculteurs et agriculteurs. 121 p., Wirtschaftsverlag M. Klug, Munich-Pasing
- 1971 : Jardinage, agriculture - sans poison. 209 p., avec 14 illustrations, Biederstein-Verlag, Munich
- 2008 : Jardinage, agriculture - sans poison. Avec une postface de Hansjörg Küster. Verlag CH Beck, Munich, 251e - 255e mille du tirage total